# Olof Ehrenkrona
Olof Gustav Hjalmar Gammal Ehrenkrona, född 18 september 1951 i Oscars församling, Stockholms stad, är en svensk friherre, diplomat och författare.

## Biografi
Ehrenkrona, som är filosofie kandidat i idé- och lärdomshistoria, var studentpolitiskt aktiv i Uppsala studentkår, Föreningen Heimdal och Sveriges förenade studentkårer i början av 1970-talet. 1973–1974 var han vice ordförande i Fria Moderata Studentförbundet under Carl Bildts ledning. 1974–1976 var Ehrenkrona förbundssekreterare i Moderata Ungdomsförbundet och samtidigt generalsekreterare i Democrat Youth Community of Europe. 
Ehrenkrona har varit sakkunnig i Ekonomidepartementet, stabschef hos Gösta Bohman och Ulf Adelsohn samt ledarskribent i Svenska Dagbladet i två omgångar; mellan 1984 och 1991 och från mars 2019. Under åren 1991–1994 var han planeringschef i Statsrådsberedningen. Ehrenkrona var 2006–2014 ambassadör och utrikesminister Carl Bildts rådgivare i globaliseringsfrågor och har bland annat sysslat med policy planning, Stockholm China Forum, Stockholm India Forum, digital diplomati och nätfrihetsfrågor. Han var 2007–2015 Sveriges governor i Asia-Europe Foundation (ASEF) samt ordförande i dess Finance and Auditing Committee och ledamot i dess Executive Committee sedan 2009.
Sedan 1994 äger han Stockholms Hjärnverk AB och sedan 2003 Corbeau förlag AB.
År 2015 utnämndes han till svensk generalkonsul i Mariehamn. Han avgick med pension 1 september 2018.  

## Utmärkelser
År 2008 tilldelades Olof Ehrenkrona kommendörstecknet av påvliga Sankt Gregorius den stores orden, 2013 förlänades han kommendörstecknet av 1 klass av Finlands Lejons orden av president Sauli Niinistö och 2017 erhöll han Ålands självstyrelses Jubileumsmedalj 1997.